# Joelia Gavrilova
Joelia Petrovna Gavrilova (Russisch: Юлия Петровна Гаврилова) (Novosibirsk, 20 juli 1989) is een Russisch schermster.
Gavrilova werd in 2016 olympisch kampioen met het Russische team. Gavrilova werd viermaal wereldkampioen met het team.

## Resultaten

### Olympische Zomerspelen
| Jaar | Plaats         | Resultaten |
| ---- | -------------- | ---------- |
| 2012 | Londen         | 10e sabel  |
| 2016 | Rio de Janeiro | sabel team |

### Wereldkampioenschappen schermen
| Jaar | Plaats    | Resultaten         |
| ---- | --------- | ------------------ |
| 2010 | Parijs    | sabel team         |
| 2011 | Catania   | sabel team · sabel |
| 2012 | Kiev      | sabel team         |
| 2013 | Boedapest | sabel team         |
| 2015 | Moskou    | sabel team         |

2008: Chomrova, Charlan, Poendyk, Zjovnir ·
2016: Djatsjenko, Gavrilova, Jegorjan, Velikaja ·
2020: Nikitina, Pozdnjakova, Velikaja ·
2024: Bakastova, Charlan, Kravatska, Komasjtsjoek